# Canais de Havers

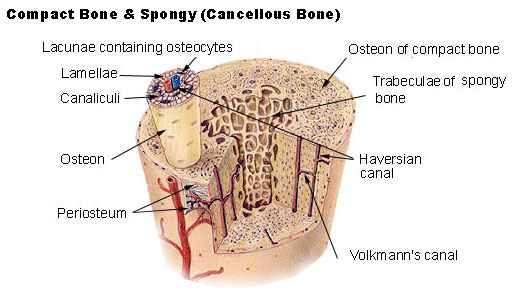
Canais de Havers (Haversian canal) em uma esquematização de uma osteona (em inglês).

Canais de Havers são uma série de tubos estreitos dentro dos ossos por onde passam vasos sanguíneos e células nervosas. São formados por lamelas concêntricas de fibras colágenas. São encontrados na região mais compacta do osso da diáfise óssea (meio de ossos longos). Podem ser vistos no centro de ósteons em cortes histológicos dos ossos. Existem comunicações menores e mais transversais entre os canais de Havers chamadas de Canais de Volkmann com a mesma função de nutrir, mineralizar e enervar o osso.